# Mediodactylus danilewskii
Mediodactylus danilewskii es una especie de geco del género Mediodactylus, familia Gekkonidae, orden Squamata. Fue descrita científicamente por Strauch en 1887.

## Distribución y hábitat
Se distribuye por Bulgaria, Ucrania y Grecia. Especie altamente sinantrópica que habita en zonas urbanas.